# Vimercate
Vimercate är en ort och kommun i provinsen Monza e Brianza i regionen Lombardiet i Italien. Kommunen hade 26 144 invånare (2018).